# Stemmiulus bioculatus
Stemmiulus bioculatus är en mångfotingart som först beskrevs av Paul Gervais och Justin Goudot 1844.  Stemmiulus bioculatus ingår i släktet Stemmiulus och familjen Stemmiulidae. Inga underarter finns listade i Catalogue of Life.